# شهرستان گبارپولو
شهرستان گبارپولو (به لاتین: Gbarpolu County) یکی از ۱۵ شهرستان کشور لیبریا است که در شمال غربی آن واقع شده‌است. شهرستان گبارپولو ۹٬۶۸۹ کیلومتر مربع مساحت و ۸۳٬۷۵۸ نفر جمعیت دارد.